# Olympische Sommerspiele 1996/Leichtathletik – Hochsprung (Frauen)

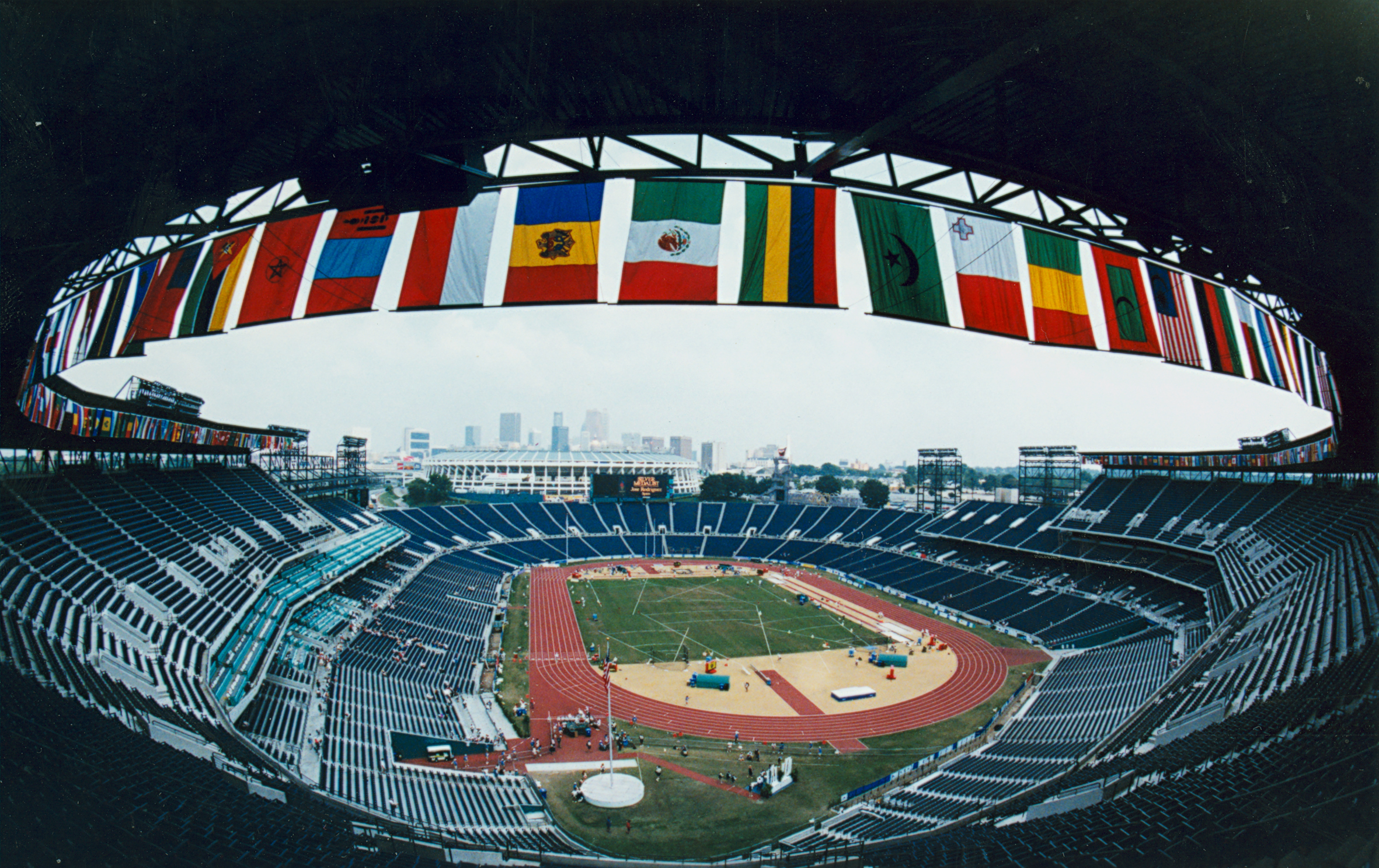
Das Centennial Olympic Stadium von Atlanta im Jahr 1996

Der Hochsprung der Frauen bei den Olympischen Spielen 1996 in Atlanta wurde am 1. und 3. August 1996 im Centennial Olympic Stadium ausgetragen. 31 Athletinnen nahmen teil.
Olympiasiegerin wurde die Bulgarin Stefka Kostadinowa. Sie gewann vor Griechin Niki Bakogianni und der Ukrainerin Inha Babakowa.
Für Deutschland startete Alina Astafei, die 1992 Silber für Rumänien gewonnen hatte. Seit 1995 war sie für Deutschland startberechtigt. Sie qualifizierte sich für das Finale und wurde Fünfte.

Die Schweizerin Sieglinde Cadusch schied in der Qualifikation aus.

Athletinnen aus Österreich und Liechtenstein nahmen nicht teil.

## Aktuelle Titelträgerinnen
| Olympiasiegerin 1992                      | Heike Henkel ( Deutschland)        | 2,02 m | Barcelona 1992       |
| Weltmeisterin 1995                        | Stefka Kostadinowa ( Bulgarien)    | 2,01 m | Göteborg 1995        |
| Europameisterin 1994                      | Britta Bilač ( Slowenien)          | 2,00 m | Helsinki 1994        |
| Panamerikanische Meisterin 1995           | Ioamnet Quintero ( Kuba)           | 1,94 m | Mar del Plata 1995   |
| Zentralamerika und Karibik-Meisterin 1995 | María del Carmen García ( Kuba)    | 1,80 m | Guatemala-Stadt 1995 |
| Südamerika-Meisterin 1995                 | Orlane dos Santos ( Brasilien)     | 1,80 m | Manaus 1995          |
| Asienmeisterin 1995                       | Swetlana Zalewskaja ( Kasachstan)  | 1,89 m | Jakarta 1995         |
| Afrikameisterin 1996                      | Irène Tiendrébéogo ( Burkina Faso) | 1,84 m | Yaoundé 1996         |
| Ozeanienmeisterin 1994                    | Carmen Hunter ( Australien)        | 1,77 m | Auckland 1994        |

## Rekorde

### Bestehende Rekorde
| Weltrekord         | 2,09 m | Stefka Kostadinowa ( Bulgarien) | Rom, Italien              | 30. August 1987    |
| Olympischer Rekord | 2,03 m | Louise Ritter ( USA)            | Finale OS Seoul, Südkorea | 30. September 1988 |

### Rekordegalisierungen / -verbesserung
Der bestehende olympische Rekord wurde im Finale am 3. August zunächst zweimal egalisiert und anschließend einmal verbessert:
- 2.03 m (Egalisierung) – Stefka Kostadinowa (Bulgarien), erster Versuch
- 2.03 m (Egalisierung) – Niki Bakogianni (Griechenland), dritter Versuch
- 2.05 m (Verbesserung) – Stefka Kostadinowa (Bulgarien), zweiter Versuch

## Doping
Die Italienerin Antonella Bevilacqua hatte mit 1,99 m ursprünglich den vierten Platz erreicht. Vor den Spielen von Atlanta hatte man bei ihr Ephedrin und Pseudoephedrin in Dopingproben festgestellt. Bevilacqua hatte daraufhin chinesische Schlankheitspillen verantwortlich gemacht. Der italienische Verband erteilte ihr eine Starterlaubnis für die Olympischen Spiele. In einem Sportgerichtsverfahren der IAAF wurde ihr die Erlaubnis nachträglich entzogen und ihre Resultate wurden gestrichen.
Es kam hier ausnahmsweise nicht zu größeren Benachteiligungen von Athletinnen. Für das Finale hatten sich mehr als zwölf Springerinnen qualifiziert, sodass keine Wettbewerberin unberechtigterweise ausscheiden musste. Da Bevilacqua am Ende nicht auf einen Medaillenrang gekommen war, hatte auch keine Sportlerin längere Zeit auf eine ihr zustehende Medaille verzichten müssen.

## Legende
Kurze Übersicht zur Bedeutung der Symbolik – so üblicherweise auch in sonstigen Veröffentlichungen verwendet:
| – | verzichtet   |
| o | übersprungen |
| x | ungültig     |

## Qualifikation
1. August 1996, 9:30 Uhr
Die Qualifikation wurde in zwei Gruppen durchgeführt. Die Qualifikationshöhe für den direkten Finaleinzug betrug 1,95 m. Keine Springerin ging diese Höhe überhaupt an, alle Athletinnen, die 1,93 m bewältigt hatten, gingen davon aus, dass dies für die Finalqualifikation ausreiche, weil man damit unter den zwölf Besten sei. So erreichten schließlich vierzehn Sportlerinnen das Finale mit übersprungenen 1,93 m (hellgrün unterlegt).
Anmerkung:
Alle Zeiten sind in Ortszeit Atlanta (UTC−5) angegeben.

### Gruppe A
| Platz | Name                 | Nation                  | 1,75 m | 1,80 m | 1,85 m | 1,90 m | 1,93 m | Höhe   | Anmerkung                 |
| ----- | -------------------- | ----------------------- | ------ | ------ | ------ | ------ | ------ | ------ | ------------------------- |
| 1     | Inha Babakowa        | Ukraine                 | –      | –      | o      | o      | o      | 1,93 m |                           |
| 1     | Niki Bakogianni      | Griechenland            | –      | o      | o      | o      | o      | 1,93 m |                           |
| 1     | Jelena Guljajewa     | Russland                | –      | o      | o      | o      | o      | 1,93 m |                           |
| 1     | Stefka Kostadinowa   | Bulgarien               | –      | o      | o      | o      | o      | 1,93 m |                           |
| 1     | Tisha Waller         | USA                     | o      | o      | o      | o      | o      | 1,93 m |                           |
| 1     | Swetlana Zalewskaja  | Kasachstan              | –      | o      | o      | o      | o      | 1,93 m |                           |
| 8     | Olga Bolșova         | Moldau                  | –      | o      | xo     | o      | xo     | 1,93 m |                           |
| 9     | Condinitha Teaberry  | USA                     | o      | xo     | o      | xxo    | xxx    | 1,90 m |                           |
| 10    | Sieglinde Cadusch    | Schweiz                 | o      | o      | o      | xxx    |        | 1,85 m |                           |
| 10    | Deborah Marti        | Großbritannien          | o      | o      | o      | xxx    |        | 1,85 m |                           |
| 12    | Natasha Alleyne      | Trinidad und Tobago     | o      | xo     | xxo    | xxx    |        | 1,85 m |                           |
| 13    | Juana Rosario        | Dominikanische Republik | o      | o      | xxx    |        |        | 1,80 m |                           |
| 14    | Joanne Jennings      | Großbritannien          | o      | o      | xxx    |        |        | 1,80 m |                           |
| 15    | Svetlana Munkova     | Usbekistan              | o      | xxo    | xxx    |        |        | 1,80 m |                           |
| 16    | Irène Tiendrébéogo   | Burkina Faso            | xxo    | xxx    |        |        |        | 1,75 m |                           |
| DOP   | Antonella Bevilacqua | Italien                 | –      | o      | o      | o      | o      | 1,93 m | für das Finale zugelassen |
| DNS   | Coralea Cline        | Tschechoslowakei        |        |        |        |        |        |        |                           |
| DNS   | Sigrid Kirchmann     | Österreich              |        |        |        |        |        |        |                           |

### Gruppe B
| Platz | Name              | Nation         | 1,75 m | 1,80 m | 1,85 m | 1,90 m | 1,93 m | Höhe   |
| ----- | ----------------- | -------------- | ------ | ------ | ------ | ------ | ------ | ------ |
| 1     | Alina Astafei     | Deutschland    | –      | o      | o      | o      | o      | 1,93 m |
| 1     | Hanne Haugland    | Norwegen       | –      | o      | o      | o      | o      | 1,93 m |
| 1     | Tatjana Motkowa   | Russland       | o      | o      | o      | o      | o      | 1,93 m |
| 1     | Nelė Žilinskienė  | Litauen        | –      | o      | o      | o      | o      | 1,93 m |
| 5     | Britta Bilač      | Slowenien      | –      | o      | o      | o      | xo     | 1,93 m |
| 6     | Zuzana Kováčiková | Tschechien     | o      | o      | xo     | xo     | xxo    | 1,93 m |
| 7     | Tatjana Chramowa  | Belarus        | –      | o      | o      | o      | xxx    | 1,90 m |
| 8     | Kajsa Bergqvist   | Schweden       | o      | o      | xo     | o      | xxx    | 1,90 m |
| 9     | Lea Haggett       | Großbritannien | –      | xo     | o      | xo     | xxx    | 1,90 m |
| 10    | Ioamnet Quintero  | Kuba           | –      | o      | o      | xxo    | xxx    | 1,90 m |
| 11    | Julija Ljachowa   | Russland       | –      | o      | o      | xxx    |        | 1,85 m |
| 11    | Wita Stjopina     | Ukraine        | –      | o      | o      | xxx    |        | 1,85 m |
| 13    | Ina Gliznuța      | Moldau         | o      | xo     | o      | xxx    |        | 1,85 m |
| 14    | Amy Acuff         | USA            | o      | o      | xo     | xxx    |        | 1,85 m |
| 14    | Alica Javadová    | Slowakei       | –      | o      | xo     | xxx    |        | 1,85 m |
| 16    | Wenelina Wenewa   | Bulgarien      | xxo    | xxo    | xxx    |        |        | 1,80 m |
| NM    | Alison Inverarity | Australien     | –      | –      | xxx    |        |        | ogV    |

In Qualifikationsgruppe B ausgeschiedene Hochspringerinnen:

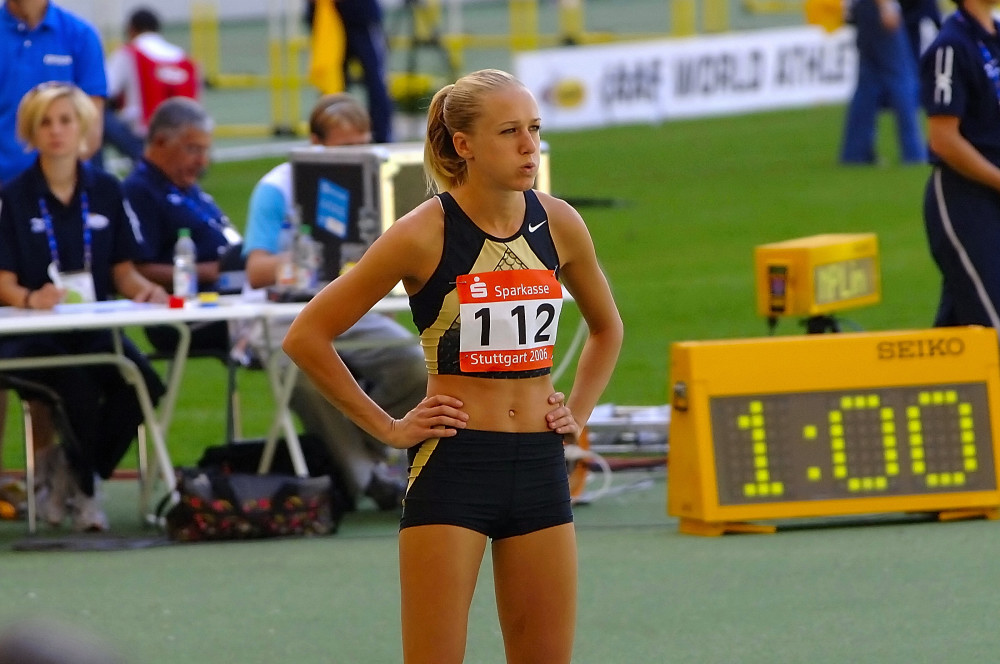
Kajsa Bergqvist – amtierende Weltmeisterin –  1,90 m
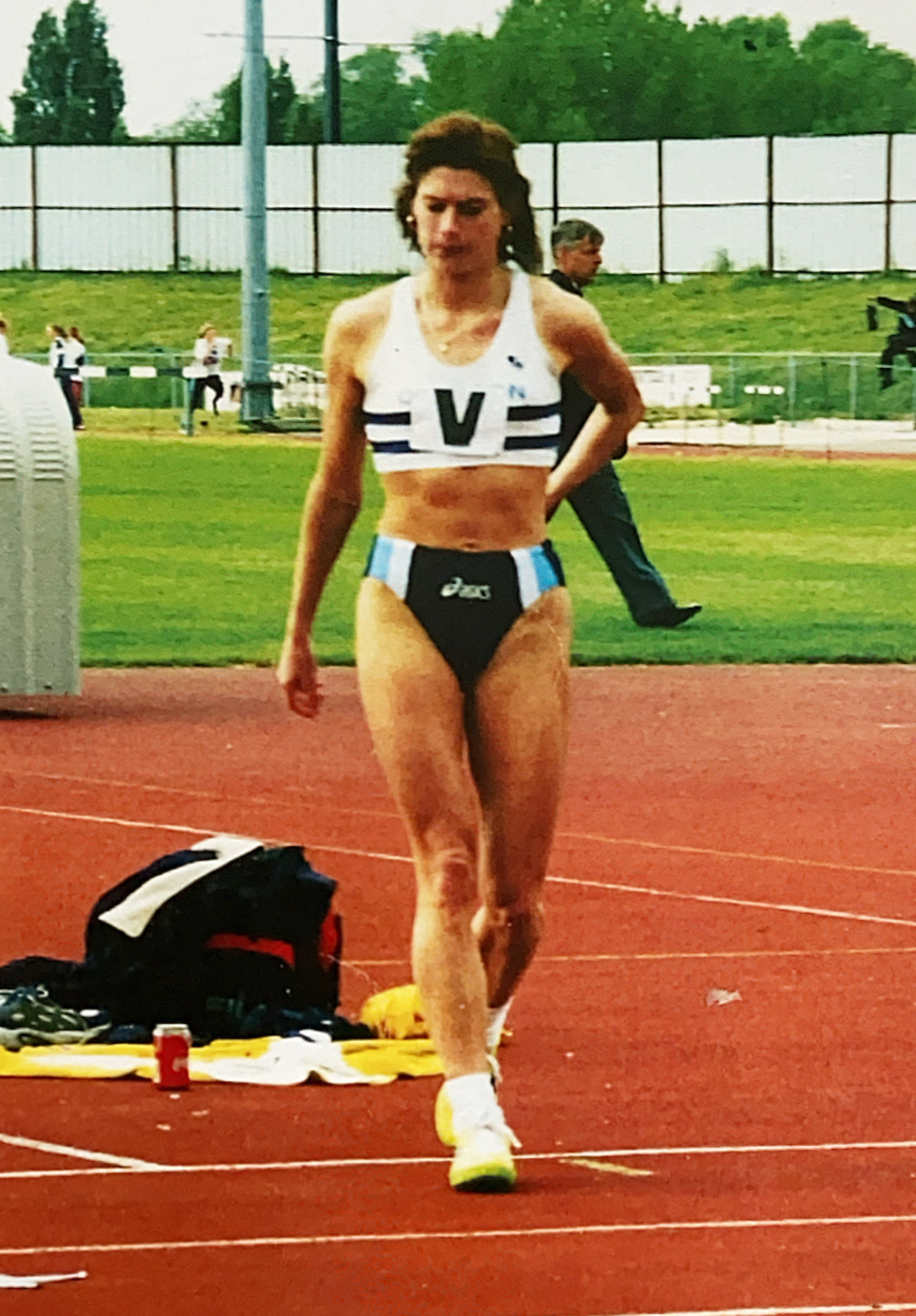
Lea Haggett – 1,90 m
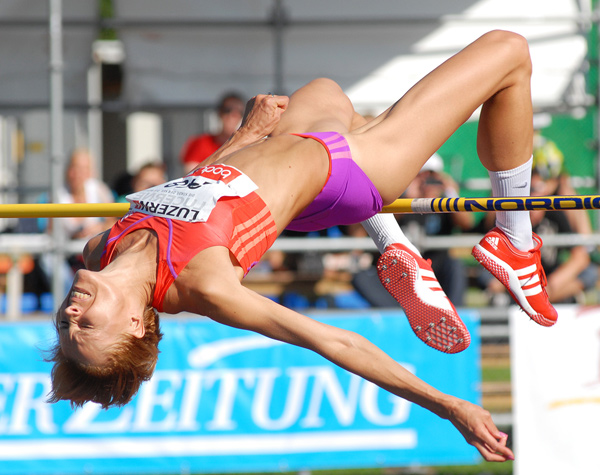
Wita Stjopina – 1,85 m
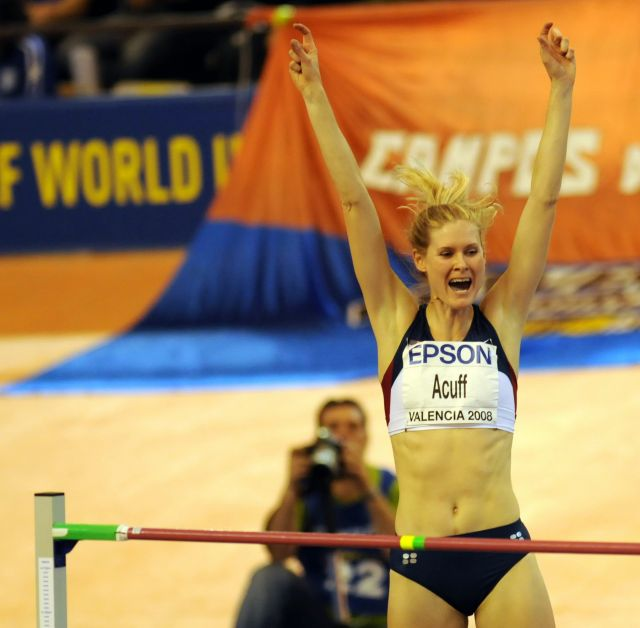
Amy Acuff – 1,85 m

## Finale

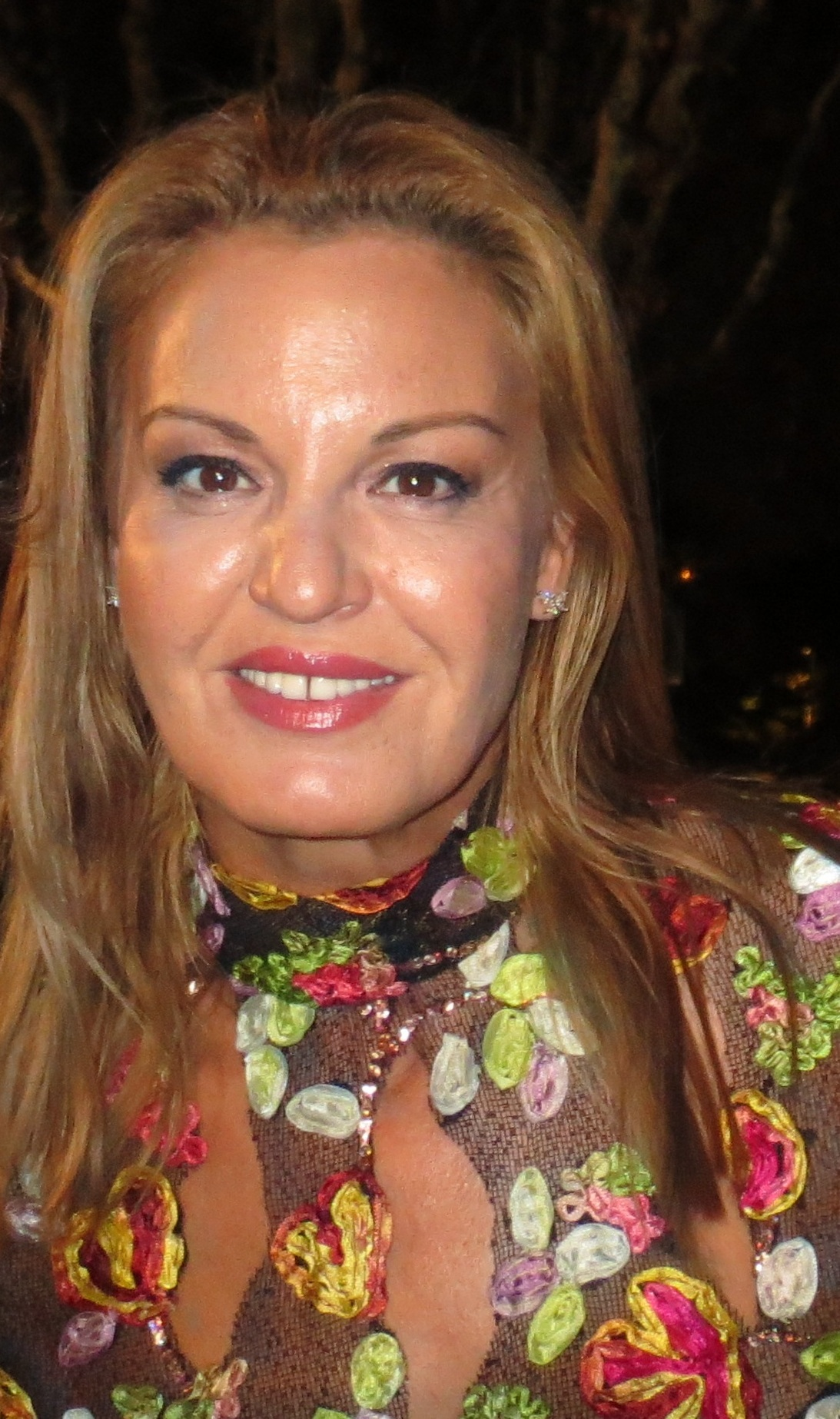
Goldmedaillengewinnerin Stefka Kostadinowa
(hier im Jahr 2012)

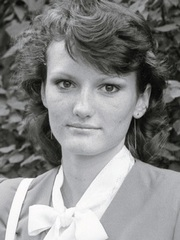
Galina Astafei, 1992 Olympiazweite für Rumänien, startete hier für Deutschland und belegte Rang fünf

3. August 1996, 18:30 Uhr
| Platz | Name                 | Nation       | 1,80 m | 1,85 m | 1,90 m | 1,93 m | 1,96 m | 1,99 m | 2,01 m | 2,03 m  | 2,05 m | 2,10 m | Endresultat | Anmerkung |
| ----- | -------------------- | ------------ | ------ | ------ | ------ | ------ | ------ | ------ | ------ | ------- | ------ | ------ | ----------- | --------- |
| 1     | Stefka Kostadinowa   | Bulgarien    | –      | o      | o      | o      | o      | o      | o      | o ORe   | xo OR  | xxx    | 2,05 m      | OR        |
| 2     | Niki Bakogianni      | Griechenland | o      | o      | xo     | o      | o      | xo     | xo     | xxo ORe | xxx    |        | 2,03 m      |           |
| 3     | Inha Babakowa        | Ukraine      | –      | o      | o      | o      | o      | o      | o      | xxx     |        |        | 2,01 m      |           |
| 4     | Jelena Guljajewa     | Russland     | –      | o      | o      | o      | xo     | xo     | xxx    |         |        |        | 1,99 m      |           |
| 5     | Alina Astafei        | Deutschland  | –      | o      | o      | o      | o      | x– –   | xx     |         |        |        | 1,96 m      |           |
| 5     | Tatjana Motkowa      | Russland     | –      | o      | o      | o      | o      | x– –   | xx     |         |        |        | 1,96 m      |           |
| 5     | Nelė Žilinskienė     | Litauen      | o      | o      | o      | o      | o      | xxx    |        |         |        |        | 1,96 m      |           |
| 8     | Hanne Haugland       | Norwegen     | –      | o      | xxo    | xo     | o      | xxx    |        |         |        |        | 1,96 m      |           |
| 9     | Britta Bilač         | Slowenien    | o      | o      | o      | o      | xxx    |        |        |         |        |        | 1,93 m      |           |
| 9     | Tisha Waller         | USA          | o      | o      | o      | o      | xxx    |        |        |         |        |        | 1,93 m      |           |
| 11    | Olga Bolșova         | Moldau       | o      | o      | xo     | xo     | xxx    |        |        |         |        |        | 1,93 m      |           |
| 11    | Zuzana Kováčiková    | Tschechien   | o      | xo     | o      | xo     | xxx    |        |        |         |        |        | 1,93 m      |           |
| 13    | Swetlana Zalewskaja  | Kasachstan   | o      | o      | xo     | xxo    | xxx    |        |        |         |        |        | 1,93 m      |           |
| DOP   | Antonella Bevilacqua | Italien      | o      | o      | o      | o      | o      | o      | xxx    |         |        |        | 1,99 m      |           |

Für das Finale hatten sich vierzehn Athletinnen qualifiziert, keine von ihnen hatte die geforderte Qualifikationshöhe übersprungen, alle waren über ihre Platzierungen in dieses Finale gekommen. Zwei Russinnen trafen auf jeweils eine Athletin aus Bulgarien, Deutschland, Griechenland, Italien, Kasachstan, Litauen, Moldawien, Norwegen, Slowenien, Tschechien, der Ukraine und den USA.
Als Favoritin galt die amtierende Weltmeisterin und Weltrekordlerin Stefka Kostadinowa aus Bulgarien. Weitere Medaillenanwärterinnen waren die Vizeweltmeisterin Alina Astafei, jetzt für Deutschland am Start, 1992 Olympiazweite (damals noch für Rumänien), und die ukrainische WM-Dritte Inha Babakowa.
Im Finale waren bei der fünften Höhe – 1,96 m – fünf Springerinnen ausgeschieden, bei 1,99 m zwei weitere. Als 2,01 m aufgelegt wurden, waren noch sechs Athletinnen im Rennen: die Russin Tatjana Motkowa und Astafei, die allerdings beide 1,99 m einmal gerissen und ihre weiteren Versuche für die nächste Höhe aufgespart hatten, die Griechin Niki Bakogianni und die Russin Jelena Guljajewa, die zwar beide mit je zwei Fehlversuchen belastet waren, 1,99 m jedoch übersprungen hatten, sowie Babakowa und Kostadinowa, die beide bislang keine Fehlsprünge auf dem Konto hatten. Als siebte Springerin war auch die später wegen Verstoßes gegen die Antidopingbestimmungen disqualifizierte Italienerin Antonella Bevilacqua noch mit dabei, die bei 2,01 m jedoch ausschied. 2,01 m waren dann auch zu hoch für Jelena Guljajewa – im Endresultat Vierte – Alina Astafei und Tatjana Motkowa – am Ende gemeinsam mit der Litauerin Nelė Žilinskienė auf einem geteilten fünften Platz.
Im Kampf um die Verteilung der Medaillen waren jetzt also nur noch drei Athletinnen im Rennen: Kostadinowa, Babakowa und Bakogianni. Bei 2,03 m scheiterte Inha Babakowa drei Mal, damit hatte sie die Bronzemedaille gewonnen. Die beiden anderen Hochspringerinnen dagegen bewältigten 2,03 m, Kostadinowa im ersten und Bakogianni im dritten Versuch. Mit dieser Höhe hatten sie Louise Ritters olympischen Rekord von 1988 eingestellt. Bei 2,05 m riss die Griechin die Latte dreimal, damit hatte Niki Bakogianni als Außenseiterin völlig überraschend die Silbermedaille errungen. Stefka Kostadinowa übersprang die neue Olympische Rekordhöhe im zweiten Versuch und wurde damit bei ihrer dritten Teilnahme erstmals Olympiasiegerin. Ihre drei Versuche an der Weltrekordhöhe von 2,10 m blieben vergeblich.
Stefka Kostadinowa war die erste bulgarische Olympiasiegerin im Hochsprung der Frauen.
Niki Bakogianni gewann die erste griechische Medaille in dieser Disziplin, Inha Babakowa die erste Medaille für die erstmals als eigenständige Nation teilnehmende Ukraine.

## Videolinks
- Women's High Jump Final Atlanta Olympics 03-08-1996, youtube.com, abgerufen am 17. Januar 2022
- Women's High Jump Final Atlanta Olympics 1996, youtube.com, abgerufen am 14. März 2018
- 6442 Olympic 1996 High Jump Lea Haggett, youtube.com, abgerufen am 17. Januar 2022
- 6441 Olympic 1996 High Jump Women Debbie Marti, youtube.com, abgerufen am 17. Januar 2022